# Novi imperijalizam
U istorijskom kontekstu, novi imperijalizam karakteriše period kolonijalne ekspanzije evropskih sila, Sjedinjenih Država i Japana tokom kraja 19. i početka 20. veka. Tokom ovog razdoblja je došlo do neviđene potrage za prekomorskim teritorijalnim akvizicijama. U to vreme su se države fokusirale na izgradnju svojih carstava novim tehnološkim napretkom i razvojem, te na proširivanje svoje teritorije osvajanjem i iskorištavanje resursa potčinjenih država. Tokom ere novog imperijalizma, zapadne sile (i Japan) pojedinačno su osvojile gotovo celu Afriku i delove Azije. Novi talas imperijalizma odražavao je stalna rivalstva velikih sila, ekonomsku želju za novim resursima i tržištima i etos „civilizacijske misije”. Mnoge kolonije uspostavljene tokom ove ere stekle su nezavisnost u doba dekolonizacije koja je usledila posle Drugog svetskog rata.
Kvalifikator „novo” koristi se za razlikovanje modernog imperijalizma od ranijih imperijalnih aktivnosti, poput takozvanog prvog talasa evropske kolonizacije između 1402. i 1815. U prvom talasu kolonizacije evropske sile su osvojile i kolonizovale Ameriku i Sibir; kasnije su osnovali više ispostava u Africi i Aziji.

## Uspon
Američki revolucionarni rat (1775–83) i kolaps Španskog carstva u Latinskoj Americi 1820-ih okončali su prvu eru evropskog imperijalizma. Posebno u Velikoj Britaniji ove revolucije su pomogle da se pokažu nedostaci merkantilizma, doktrine ekonomske konkurencije za ograničeno bogatstvo koja je podržavala raniju imperijsku ekspanziju. Godine 1846, Zakoni o kukuruzu su ukinuti i proizvođači su rasli, pošto su propisi nametnuti Zakonima o kukuruzu usporili njihovo poslovanje. Sa ukidanjem, proizvođači su mogli slobodnije da trguju. Tako je Britanija počela da usvaja koncept slobodne trgovine.
Tokom ovog perioda, između Bečkog kongresa 1815. nakon poraza Napoleonove Francuske i pobede carske Nemačke u Francusko-pruskom ratu 1871. godine, Velika Britanija je požnjela prednosti svoje dominantne vojne i ekonomske sile u Evropi. Kao „svetska radionica“, Britanija je mogla da proizvodi gotovu robu tako efikasno da je obično mogla da proda uporedivu, lokalno proizvedenu robu na stranim tržištima, snabdevajući veliki deo proizvedene robe koju konzumiraju takve nacije kao što su nemačke države, Francuska, Belgija, i Sjedinjenih Država.
Erozija britanske hegemonije nakon Francusko-pruskog rata, u kojoj je koalicija nemačkih država predvođena Pruskom snažno porazila Drugo francusko carstvo, bila je izazvana promenama u evropskoj i svetskoj ekonomiji i u kontinentalnom odnosu snaga nakon sloma Evropskog koncerta, ustanovljenog od strane Bečkog kongresa. Osnivanje nacionalnih država u Nemačkoj i Italiji rešilo je teritorijalna pitanja zbog kojih su potencijalni rivali bili upleteni u unutrašnje stvari u srcu Evrope u korist Britanije. Godine od 1871. do 1914. bile su obeležene krajnje nestabilnim mirom. Odlučnost Francuske da povrati Alzas-Lorenu, koju je aneksirala Nemačka kao rezultat Francusko-pruskog rata, i rastuće imperijalističke ambicije Nemačke će ove dve nacije održavati u stalnom stanju spremnosti za sukob.
Ova konkurencija je zaoštrena dugom depresijom 1873–1896, produženim periodom deflacije cena isprekidanim ozbiljnim padom poslovanja, koji je izvršio pritisak na vlade da promovišu domaću industriju, što je dovelo do široko rasprostranjenog napuštanja slobodne trgovine među evropskim silama (u Nemačkoj od 1879. i u Francuskoj od 1881).

## Literatura
- Morris, Richard B. and Graham W. Irwin,, ур. (1970). Harper Encyclopedia of the Modern World: A Concise Reference History from 1760 to the Present. New York: Harper & Row.
- New Cambridge Modern History (13 vol 1957–1979), old but thorough coverage, mostly of Europe; strong on diplomacy
  - Bury, J. P. T. ed. The New Cambridge Modern History: Vol. 10: the Zenith of European Power, 1830–70 (1964) online
    - Craig, Gordon. "The System of Alliances and the Balance of Power." in J.P.T. Bury, ed. The New Cambridge Modern History, Vol. 10: The Zenith of European Power, 1830–70 (1960) pp. 246–73.

  - Crawley, C. W., ed. The New Cambridge Modern History Volume IX War and Peace In An Age of Upheaval 1793–1830 (1965)  online
  - H. C. Darby and H. Fullard The New Cambridge Modern History, Vol. 14: Atlas (1972)
  - Hinsley, F.H., ed. The New Cambridge Modern History, vol. 11, Material Progress and World-Wide Problems 1870–1898 (1979) online
  - Mowat, C. L., ed. The New Cambridge Modern History, Vol. 12: The Shifting Balance of World Forces, 1898–1945 (1968) online
- Abbenhuis, Maartje (2014). An Age of Neutrals: Great Power Politics, 1815–1914. Cambridge UP.. 297 pp.  On the role of neutrality online review
- Albrecht-Carrié, René. A diplomatic history of Europe since the Congress of Vienna. 1958.
- Anderson, Frank Maloy, and Amos Shartle Hershey,, ур. (1918). Handbook for the Diplomatic History of Europe, Asia, and Africa, 1870–1914.. highly detailed summary prepared for use by the American delegation to the Paris peace conference of 1919.
- Bartlett, C. J (1996). Peace, War and the European Powers, 1814–1914.. brief overview 216pp
- Black, Jeremy (2010). A History of Diplomacy.. Focus on how diplomats are organized
- Bridge, F. R. & Roger Bullen. The Great Powers and the European States System 1814–1914, 2nd Ed. The great powers and the European states system 1814-1914. 2005. ISBN 9780582784581.
- Dupuy, R. Ernest and Trevor N. Dupuy. Dupuy, Richard Ernest; Dupuy, Trevor Nevitt (1993). The Harper Encyclopedia of Military History from 3500 B.C. to the Present. HarperCollins. ISBN 9780062700568.
- Evans, Richard J (2016). The Pursuit of Power: Europe 1815–1914.. 934pp.
- Figes, Orlando (28. 2. 2012). The Crimean War: A History. Picador. ISBN 978-1250002525..
- Gildea, Robert. Barricades and Borders: Europe 1800–1914. (Short Oxford History of the Modern World) (3rd ed. 2003) 544 pp excerpt and text search
- Gooch, Brison D. Europe in the nineteenth century: a history. 1971..
- Gooch, G.P. (1924). History of Modern Europe: 1878–1919.
- Haas, Mark L (2005). The Ideological Origins of Great Power Politics, 1789–1989. Cornell UP..
- Huber, Valeska (2020). „Pandemics and the politics of difference: rewriting the history of internationalism through nineteenth-century cholera.”. Journal of Global History. 15 (3): 394—407. online.
- Kennedy, Paul. The Rise and Fall of the Great Powers Economic Change and Military Conflict From 1500–2000 (1987), stress on economic and military factors
- Kissinger, Henry (1994). Diplomacy. Simon & Schuster. ISBN 9780671659912. Проверите вредност парамет(а)ра за датум: |year= / |date= mismatch (помоћ). 940 pp; not a memoir but an interpretive history of international diplomacy since the late 18th century.
- An encyclopedia of world history, ancient, medieval and modern, chronologically arranged. A revised and modernized version of Ploetz's "Epitome" (5th изд.). Boston: Houghton Mifflin company. 1940. Проверите вредност парамет(а)ра за датум: |year= / |date= mismatch (помоћ) ( 1973); highly detailed outline of events.
- Langer, William L (1956). European Alliances and Alignments (1871-1890). Проверите вредност парамет(а)ра за датум: |year= / |date= mismatch (помоћ)
- Langer, William L (1950). The Diplomacy of Imperialism 1890–1902.
- Langer, William L (1969). Political and social upheaval, 1832-1852. New York: Harper & Row.. ch 10–14
- Mowat, R.B. (1922). A history of European diplomacy, 1815–1914.
- Nelson, Scott Reynolds (2022). Oceans of Grain: How American Wheat Remade the World. Basic Books. ISBN 1541646460.
- Petrie, Charles. (1946). Diplomatic History, 1713–1933.. detailed summary
- Grant, Arthur James; Ramm, Agatha; Temperley, H. W. V. (10. 11. 2014). Grant and Temperley's Europe in the Nineteenth Century 1789-1905 (7th изд.). Routledge. ISBN 978-1138837065. Пронађени су сувишни параметри: |author= и |last1= (помоћ) ( 2014) . 
  - Ramm, Agatha (1984). Europe in the Twentieth Century 1905-1970. ISBN 0582490294.
- Rich, Norman (1992). Great Power Diplomacy: 1814–1914.. comprehensive survey
- Schroeder, Paul W (1994). The Transformation of European Politics 1763–1848.. 920 pp; advanced history and analysis of major diplomacy
- Schroeder, Paul W (2000). „International Politics, Peace, and War, 1815–1914,”.  Ур.: T. C. W. Blanning, ed. The Nineteenth Century: Europe 1789–1914. Oxford UP Press.
- Schulz, Matthias (2003). „A Balancing Act: Domestic Pressures and International Systemic Constraints in the Foreign Policies of the Great Powers, 1848–1851.”. German History. 21 (3): 319—346..
- Seaman, L.C.B. (1955). From Vienna to Versailles. 216 pp; brief overview of diplomatic history
- Sontag, Raymond (1933). European Diplomatic History: 1871–1932 (PDF).. basic summary; 425 pp
- Taylor, A.J.P. The Struggle for Mastery in Europe 1848–1918 (1954) 638pp; advanced history and analysis of major diplomacy. The struggle for mastery in Europe, 1848-1918. 1954.
- Taylor, A.J.P.  "International Relations" in F.H. Hinsley, ed., The New Cambridge Modern History: XI: Material Progress and World-Wide Problems, 1870–98 (1962): 542–66.
- Upton, Emory (1878). The Armies of Asia and Europe: Embracing Official Reports on the Armies of Japan, China, India, Persia, Italy, Russia, Austria, Germany, France, and England.. Online
- Watson, Adam (2009). The Evolution of International Society: A Comparative Historical Analysis (2nd изд.). Routledge. ISBN 0415452090.)
- Banks, Arthur (1988). A World Atlas Of Military History 1861–1945. стр. 29—94..
- Cambridge Modern History Atlas. 1912. стр. 141.
- Catchpole, Brian (1982). Map History of the Modern World. стр. 2—32..
- Haywood, John (1997). Atlas of world history.
- Rand McNally Atlas of World History (1983), maps #76–81. Published in Britain as the Hamlyn Historical Atlas. 1993.
- Robertson, Charles Grant. (1922). An historical atlas of modern Europe from 1789 to 1922 with an historical and explanatory text.
- Taylor, George (1936). A Sketch-map History of Europe, 1789–1914. стр. 32—65..
- Clark, Christopher. The Sleepwalkers: How Europe Went to War in 1914 (2013) Clark, Christopher (2013). The sleepwalkers : How Europe went to war in 1914. HarperCollins. ISBN 9780061146657.. ; also.
- Befere Sarajevo Underlying Cause of the War (2nd изд.). 1930. (2 vols.  1930).
- Gooch, G.P. History of modern Europe, 1878–1919 (2nd ed. 1956) pp. 386–413.  History of Modern Europe(1878-1919). 1954.. diplomatic history
- Before the War Studies in Diplomacy Vol-i. 1938. (vol 1 1936) . long chapters on Britain's Landsdowne; France's Théophile Delcassé; Germany's Bernhard von Bülow pp. 187–284; Russia's Alexander Izvolsky 285–365; and Austria' Aehrenthal pp. 366–438.
- Horne, John,, ур. (2012). A Companion to World War I.. 38 topics essays by scholars
- Joll, James & Gordon Martel. The Origins of the First World War, 3rd ed. (2006) online 2000 edition
- Kennedy, Paul M., ed. The War Plans of the Great Powers, 1880–1914 (1979)
- Kramer, Alan (фебруар 2014). „Recent Historiography of the First World War – Part I”. Journal of Modern European History. 12 (1): 5—27. . ; „Recent Historiography of the First World War (Part II)”. 12 (2). мај 2014: 155—74..
- McDonough, Frank (1997). The Origins of the First and Second World Wars.. textbook, 125 pp excerpt
- MacMillan, Margaret (2013). The War That Ended Peace: The Road to 1914.
- Mulligan, William (2014). „The Trial Continues: New Directions in the Study of the Origins of the First World War.”. English Historical Review. 129 (538): 639—66. . .
- Neiberg, Michael S. Dance of the Furies: Europe and the Outbreak of World War I. 2011., on public opinion
- Spender, J.A. (1933). Fifty years of Europe: a study in pre-war documents. covers 1871 to 1914, 438 pp
- Stowell, Ellery Cory (1915). The Diplomacy of the War of 1914. Boston: New York, Houghton Mifflin Co.
- Tucker, Spencer,, ур. (1999). European Powers in the First World War: An Encyclopedia.
- Collins, Ross F. (2008). World War I: Primary Documents on Events from 1914 to 1919. Bloomsbury Academic. ISBN 0313320829.
- Gooch, G.P. and Harold Temperley, eds. British documents on the origins of the war, 1898–1914 (11 vol.) online
  - vol. 1 The end of British isolation – v.2. From the occupation of Kiao-Chau to the making of the Anglo-French entente Dec. 1897–Apr. 1904 –V.3. The testing of the Entente, 1904–6 – v.4. The Anglo-Russian rapprochement, 1903–7 – v.5. The Near East, 1903–9 – v.6. Anglo-German tension. Armaments and negotiation, 1907–12 – v. 7. The Agadir crisis – v. 8. Arbitration, neutrality and security – v. 9. The Balkan wars, pt. 1-2 – v.10, pt.1. The Near and Middle East on the eve of war. pt. 2. The last years of peace—v.11. The outbreak of war V.3. The testing of the Entente, 1904–6 -- v.4. The Anglo-Russian rapprochement, 1903–7 -- v.5. The Near East, 1903–9 -- v.6. Anglo-German tension. Armaments and negotiation, 1907–12—v.7. The Agadir crisis—v.8. Arbitration, neutrality and security—v.9. The Balkan wars, pt.1-2 -- v.10, pt.1. The Near and Middle East on the eve of war. pt.2. The last years of peace—v.11. The outbreak of war.
  - Gooch, G. P. and Harold Temperley,, ур. (1926). British Documents on the Origins of the War 1898–1914 Volume XI, the Outbreak of War Foreign Office Documents.
- Lowe, C.J. and M.L. Dockrill, eds. The Mirage of Power: The Documents of British Foreign Policy 1914–22 (vol 3, 1972), pp. 423–759
- Mombauer, Annika (2013). The Origins of the First World War: Diplomatic and Military Documents.. 592pp;
- Stevenson, David (1988). The First World War and International Politics. Oxford UP.. thorough scholarly coverage
- Strachan, Hew (2003). The First World War: Volume I: To Arms. Oxford UP..
- Tucker, Spencer,, ур. (1999). The European Powers in the First World War: An Encyclopedia..
- Zeman, Z.A.B. The gentleman negotiators: the diplomatic history of World War I. 1971.; also published as
- Aldrich, Robert (1996). Greater France: A History of French Overseas Expansion.
- Baumgart, W (1982). Imperialism: The Idea and Reality of British and French Colonial Expansion 1880–1914.
- Betts, Raymond F (1968). Europe Overseas: Phases of Imperialism.. 206pp; basic survey
- Cady, John Frank (1967). The Roots Of French Imperialism In Eastern Asia.
- Chamberlain, Muriel Evelyn (1999). The scramble for Africa (4th изд.). Longman. ISBN 9780582368811. Пронађени су сувишни параметри: |author= и |last1= (помоћ) ( 2014)
- Conklin, Alice L (1997). A Mission to Civilize: The Republican Idea of Empire in France and West Africa, 1895–1930..
- Hodge, Carl Cavanagh. Encyclopedia of the Age of Imperialism, 1800–1914. (2 vol., 2007)
- Manning, Patrick. (1998). Francophone Sub-Saharan Africa, 1880–1995.
- Olson, James Stuart,, ур. (1991). Historical Dictionary of European Imperialism.
- Moon, Parker T. Imperialism and world politics ; 583pp; Wide-ranging historical survey. Imperialism and World Politics. 1926.
- Page, Melvin E.;  . eds.. Colonialism: An International Social, Cultural, and Political Encyclopedia (2 vol 2003)
- Pakenham, Thomas (1992). The Scramble for Africa: White Man's Conquest of the Dark Continent from 1876–1912.
- Poddar, Prem; Lars Jensen, ур. (2008). A Historical Companion to Postcolonial Literatures - Continental Europe and its Empires. ISBN 978-0748623945. JSTOR 10.3366/j.ctt1g0b6vw. Непознати параметар |oublisher= игнорисан (помоћ)
- Stuchtey, Benedikt, ed. Colonialism and Imperialism, 1450–1950, European History Online, Mainz: Institute of European History, 2011
- U.S. Tariff Commission. (1922). Colonial tariff policies.. 922pp; worldwide coverage;
- Bartlett, C.J. Defence and Diplomacy: Britain and the Great Powers 1815–1914 (1993) brief survey, 160pp
- Bourne, Kenneth (1970). Foreign Policy of Victorian England, 1830–1902.
- Cain, P. J.; Hopkins, A. G. (1980). „The Political Economy of British Expansion Overseas, 1750-1914”. The Economic History Review. 33 (4): 463—490. JSTOR 2594798. doi:10.2307/2594798.
- Chamberlain, Muriel E. Pax Britannica?: British Foreign Policy 1789–1914 (1989)
- Charmley, John (1999). Splendid Isolation?: Britain, the Balance of Power and the Origins of the First World War.. 528pp
- Gallagher, John and Robinson, Ronald (1953). „The Imperialism of Free Trade”. Economic History Review. 6 (1): 1—15. JSTOR 2591017. doi:10.2307/2591017.
- Goodlad, Graham David (2000). British Foreign and Imperial Policy, 1865-1919. Routledge. ISBN 0415203384.
- Hyam, R. (23. 9. 2002). Britain's Imperial Century, 1815-1914: A Study of Empire and Expansion. Palgrave Macmillan UK. ISBN 033399311X. Пронађени су сувишни параметри: |author= и |last1= (помоћ) (3rd ed. 2002) .
- Lowe, C.J. The reluctant imperialists: British foreign policy, 1878–1902 (1969) 257pp plus 150 pp of documents
- Lowe, C.J. and M. L. Dockrill. Mirage of Power: British Foreign Policy 1902–14  (v 1, 1972); Mirage of Power: British Foreign Policy 1914–22 (v. 2, 1972); analytic history
- Lowe, John (1998). Britain and Foreign Affairs 1815–1885: Europe and Overseas. ISBN 0415136172.
- Mulligan, William, and Brendan Simms, eds. The Primacy of Foreign Policy in British History, 1660–2000.(Palgrave Macmillan; 2011) 345 pages
- Olson, James S. and Robert S. Shadle, eds. (1996). Historical Dictionary of the British Empire.
- Pribram, A.F. (1931). England and the International Policy of the European Great Powers, 1871–1914.
- Rose, John Holland, ур. (1929). The Cambridge History of the British Empire. Cambridge UP. стр. 10ff.
- Seligmann, Matthew S (2017). „Failing to Prepare for the Great War? The Absence of Grand Strategy in British War Planning before 1914”. War in History. 24 (4): 414—37. . .
- Seton-Watson, R.W. Britain in Europe (1789–1914): A Survey of Foreign Policy (1937)  online
- Steiner, Zara (1977). Britain and the Origins of the First World War..
- Temperley, Harold W. V. (1936). England and the Near East: The Crimea.
- Ward, A.W. and G.P. Gooch, eds. The Cambridge History of British Foreign Policy, 1783–1919 (3 vol, 1921–23), old detailed classic; vol 1, 1783–1815 ;  vol 2, 1815–1866; vol 3. 1866–1919
- Webster, Charles (1951). The Foreign Policy of Palmerston..
- Weigall, David (1989). Britain and the World, 1815–1986: A Dictionary of International relations.
- Winks, Robin W., ed. The Oxford History of the British Empire - Vol. 5: Historiography (1999)
- Lowe, C.J. and M. L. Dockrill, eds. Mirage of Power: volume 3: The Documents: British Foreign Policy 1902–22 (1972); 350pp
- Wiener, Joel H. ed. Great Britain: Foreign Policy and the Span of Empire, 1689–1971: A Documentary History (4 vol 1972)
- Adamthwaite, Anthony. Grandeur and Misery: France's bid for power in Europe, 1914–1940. (A&C Black, 2014).
- Fryer, W. R (1979). „The Republic and the Iron Chancellor: the Pattern of Franco-German Relations, 1871–1890.”. Transactions of the Royal Historical Society. 29: 169—185.
- Gooch, G.P. (1967). Franco-German Relations 1871–1914.
- Greisman, Harvey Clark (1994). „The enemy concept in Franco-German relations, 1870–1914”. History of European Ideas. 19 (1–3): 41—46. doi:10.1016/0191-6599(94)90195-3..
- Hewitson, Mark (2000). „Germany and France before the First World War: a reassessment of Wilhelmine foreign policy.”. English Historical Review. 115 (462): 570—606..
- Hutton, Patrick H.;  . eds.. Historical Dictionary of the Third French Republic, 1870–1940 (2 vol 1986)
- Jardin, Andre, and Andre-Jean Tudesq (1988). Restoration and Reaction 1815–1848. (The Cambridge History of Modern France)
- Keiger, J.F.V. (2001). France and the World since 1870. (2001); 261pp; topical approach emphasizing national security, intelligence & relations with major powers
- Keiger, John (1985). France and the Origins of the First World War.
- Langer, William L (1929). The Franco-Russian alliance, 1880–1894.
- Mayeur, Jean-Marie; Rebirioux, Madeleine (1984). The Third Republic from Its Origins to the Great War, 1871-1914. Cambridge University Press. ISBN 0521358574. Пронађени су сувишни параметри: |author= и |last1= (помоћ) (The Cambridge History of Modern France)
- Nere, J (2001). The Foreign Policy of France from 1914 to 1945.
- Stuart, Graham Henry. (1921). French Foreign Policy from Fashoda to Serajevo (1898–1914).
- Wetzel, David (2003). A Duel of Giants: Bismarck, Napoleon III, and the Origins of the Franco-Prussian War.
- Brandenburg, Erich (1933). From Bismarck to the World War (1870-1914)..
- Sugar, Peter F. (децембар 1973). „From Sadowa to Sarajevo: The Foreign Policy of Austria-Hungary, 1866-1914. By F. R. Bridge. London and Boston: Routledge & Kegan Paul, 1972. Xvi, 480 pp. $20.00.”. Slavic Review. 32 (4): 839—840. JSTOR 2495531. S2CID 164885657. doi:10.2307/2495531.online review];
- Brose, Eric Dorn (1997). German History, 1789–1871: From the Holy Roman Empire to the Bismarckian Reich..
- Carroll, E. Malcolm (1938). Germany and the great powers, 1866–1914: A study in public opinion and foreign policy.. online
- Clark, Christopher (2006). Iron Kingdom: The Rise and Downfall of Prussia, 1600–1947.
- Craig, Gordon A (1965). Germany 1866–1945.. a major scholarly survey
- Detwiler, Donald S. (1999). Germany: A Short History (3rd изд.). ( 1999) 341pp;
- Dugdale, E.T.S. ed. German Diplomatic Documents 1871–1914 (4 vol 1928–1931), in English translation. online
- Eyck, Erich (1968). Bismarck and the German Empire. W. W. Norton & Company. ISBN 0393002357.
- Geiss (20. 10. 2010). Germ Foreign Pol 1871-1914 V9. Routledge. ISBN 978-0415606356..
- Hewitson, Mark (2000). „Germany and France before the First World War: a reassessment of Wilhelmine foreign policy.”. English Historical Review. 115 (462): 570—606.; argues Germany had a growing sense of military superiority
- Holborn, Hajo. (1982). A History of Modern Germany. (1959–64); vol 1: The Reformation; vol 2: 1648–1840;  vol 3: 1840–1945; standard scholarly survey
- Hoyer, Katja (2021). Blood and Iron: The Rise and Fall of the German Empire 1871-1918.
- Kennedy, Paul. (1980). The Rise of the Anglo-German Antagonism 1860–1914. ISBN 9780049400603.
- Lowe, John (19. 1. 2017). The Great Powers, Imperialism and the German Problem 1865-1925. Routledge. ISBN 978-1138160682. Проверите вредност парамет(а)ра за датум: |year= / |date= mismatch (помоћ).
- Maehl, William Harvey (1979). Germany in Western Civilization.. 833pp; focus on politics and diplomacy.
- Medlicott, William Norton, and Dorothy Kathleen Coveney,, ур. (1971). Bismarck and Europe. Hodder Arnold.. 110 short excerpts from, primary sources covering his diplomatic career.
- Mitchell, A. Wess (2018). The Grand Strategy of the Habsburg Empire. Princeton UP..
- Mitchell, Pearl Boring (2016). The Bismarckian Policy of Conciliation with France, 1875-1885. U  of Pennsylvania Press..
- Morrow, Ian F. D. (1932). „The Foreign Policy of Prince von Bulow, 1898-1909”. Cambridge Historical Journal. 4 (1): 63—93. JSTOR 3020573. doi:10.1017/S1474691300003292.
- Padfield, Peter (2005). The Great Naval Race: Anglo-German Naval Rivalry 1900–1914.
- Palmer, Alan (1972). Metternich: Councillor of Europe.
- Palmer, Alan (1995). Twilight of the Habsburgs: The Life and Times of Emperor Francis Joseph.
- Palmer, Alan (2015). Bismarck.
- Scheck, Raffael (2008). Lecture Notes, Germany and Europe, 1871–1945.. full text online, a brief textbook by a leading scholar
- Schmitt, Bernadotte Everly. (1916). England and Germany, 1740–1914. Princeton: Princeton University Press; [etc., etc.]
- Sheehan, James J (1993). German History, 1770–1866.. a major scholarly survey
- Steinberg, Jonathan (2011). Bismarck: A Life.. most recent scholarly biography
- Stürmer, Michael. „"Bismarck in Perspective,"”. Central European History. 4 (4): 291—331. JSTOR 4545614.
- Taylor, A.J.P. (1967). Bismarck: The Man and the Statesman.
- Taylor, A.J.P. The Course of German History: A Survey of the Development of German History since 1815. (2001). 280pp.
- Taylor, A.J.P. (1948). The Habsburg Monarchy 1809–1918.
- Wawro, Geoffrey (2014). A Mad Catastrophe: The Outbreak of World War I and the Collapse of the Hapsburg Empire.
- Forbes, Nevill;  . (1915). The Balkans : A history of Bulgaria, Serbia, Greece, Rumania, Turkey.. summary histories by scholars.
- Fuller, William C (1998). Strategy and Power in Russia 1600–1914.
- Hall, Richard C., ур. (2014). War in the Balkans: An Encyclopedic History from the Fall of the Ottoman Empire to the Breakup of Yugoslavia.
- Jelavich, Barbara (1974). St. Petersburg and Moscow: tsarist and Soviet foreign policy, 1814–1974 (1st изд.)..  was A Century of Russian Foreign Policy 1814–1914 (1964)
- Jelavich, Charles, and Barbara Jelavich. (1977). The establishment of the Balkan national states, 1804–1920. ISBN 9780295954448.
- LeDonne, John P (1997). The Russian Empire and the World, 1700–1917: The Geopolitics of Expansion and Containment. Oxford UP.
- McMeekin, Sean (14. 11. 2011). The Russian Origins of the First World War. Harvard University Press. ISBN 978-0674062108..
- Marriott, J. A. R. (1917). The Eastern question; an historical study in European diplomacy. Oxford: Clarendon Press.
- Neumann, Iver B. (2008). „Russia as a great power, 1815–2007”. Journal of International Relations and Development. 11 (2): 128—151. doi:10.1057/jird.2008.7..
- Nish, Ian Hill (1985). The origins of the Russo-Japanese war.
- Ragsdale, Hugh; Ponomarev, V. N. (29. 10. 1993). Imperial Russian Foreign Policy. Cambridge University Press. ISBN 052144229X..
- Reynolds, Michael (2011). Shattering Empires: The Clash and Collapse of the Ottoman and Russian Empires, 1908–1918.. online review
- Schevill, Ferdinand. (1922). The history of the Balkan Peninsula; from the earliest times to the present day. New York Harcourt: Brace.
- Seton-Watson, Hugh (1988). The Russian Empire, 1801-1917. Clarendon Press. ISBN 0198221525.
- Stavrianos, L. S. (2000). The Balkans since 1453. NYU Press. ISBN 9780814797662. Пронађени су сувишни параметри: |author= и |last1= (помоћ); Проверите вредност парамет(а)ра за датум: |year= / |date= mismatch (помоћ) (1958), major scholarly history.
- Sumner, B. H (1937). Russia and the Balkans 1870-1880.
- Andrei Zayonchkovski Подготовка России к мировой войне в международном отношении; Штаб РККА, Упр. по исслед. и использованию опыта войн; Предисл. и под ред. М. П. Павловича. — [Л.]: Ленинград: Воен. тип. Упр. делами Наркомвоенмор и РВС СССР, 1926. — 398 с.
- Beisner, Robert L.,, ур. (2003). American Foreign Relations since 1600: A Guide to the Literature.. 2 vol. 16,300 annotated entries evaluate every major book and scholarly article.
- Bemis, Samuel Flagg (1959). A short history of American foreign policy and diplomacy.
- Brune, Lester H (2003). Chronological History of U.S. Foreign Relations.. 1400 pages
- DeConde, Alexander,;  . (2001). eds.. Encyclopedia of American Foreign Policy 3 vol , 2200 pp. 120 long articles by specialists. Online
- DeConde, Alexander. (1963). A History of American Foreign Policy..
- Doyle, Don H (2014). The cause of all nations: an international history of the American Civil War. Basic Books..
- Findling, John, ed. (1989). Dictionary of American Diplomatic History (2nd изд.).. 700pp; 1200 short articles.
- Herring, George (2008). From Colony to Superpower: U.S. Foreign Relations since 1776. (Oxford History of the United States) , 1056pp, general survey
- Hogan, Michael J., ур. (2000). Paths to Power: The Historiography of American Foreign Relations to 1941.. essays on main topics
- Jones, Howard. (2001). Crucible of power: A History of American Foreign Relations from 1897. SR Books. ISBN 9780842029186.
- Jones, Howard (2010). Blue & Gray Diplomacy: A History of Union and Confederate Foreign Relations. Univ of North Carolina Press. ISBN 9780807833490.
- Lafeber, Walter. (1989). The American Age: United States Foreign Policy at Home and Abroad, 1750 to Present (2nd изд.). ( 1994) university textbook; 884pp
- Paterson, Thomas,;  . (1995). American Foreign Relations: A History (7th ed.. 2 vol. 2009), university textbook
- Sexton, Jay (2004). „Toward a synthesis of foreign relations in the Civil War era, 1848–77.”. American Nineteenth Century History. 5 (3): 50—73..
- Sexton, Jay (2005). Debtor Diplomacy: Finance and American Foreign Relations in the Civil War Era, 1837-1873. Clarendon Press.. The USA borrowed money in Paris.
- Akagi, Roy Hidemichi. (1936). Japan's Foreign Relations 1542–1936: A Short History.
- Beasley, William G (1987). Japanese Imperialism, 1894–1945. Oxford UP.
- Hsü, Immanuel C.Y. China's Entrance into the Family of Nations: The Diplomatic Phase, 1858–1880 (1960)
- Jansen, Marius B., ур. (1989). The Cambridge History of Japan, Vol. 5: The Nineteenth Century.
- Kibata, Y. and I. Nish, eds. The History of Anglo-Japanese Relations, 1600–2000: Volume I: The Political-Diplomatic Dimension, 1600–1930 (2000) The History of Anglo-Japanese Relations, 1600-2000. Palgrave Macmillan. 2002. ISBN 0333753879.. , first of five topical volumes also covering social, economic and military relations between Japan and Great Britain.
- International relations of the Chinese empire. New York: distributed by Paragon Book Gallery. 1900. Проверите вредност парамет(а)ра за датум: |year= / |date= mismatch (помоћ). coverage to 1859. ; The international relations of the Chinese empire vol 2 1861–1893. . The international relations of the Chinese empire vol 3 1894–1916.
- Nish, Ian (1990). „An Overview of Relations between China and Japan, 1895–1945.”. China Quarterly. 124 (1990): 601—623. JSTOR 654639..
- Nish, Ian (2001). Japanese Foreign Policy, 1869–1942: Kasumigaseki to Miyakezaka.
- Nish, Ian Hill (1985). The origins of the Russo-Japanese war.
- Takeuchi, Tatsuji. (1935). War And Diplomacy In The Japanese Empire.. scholarly coverage
- Bosworth, Richard (1979). Italy: The Least of the Great Powers: Italian Foreign Policy Before the First World War.
- Hale, William (2000). Turkish Foreign Policy, 1774–2000.. 375 pp.
- Lowe, C. J. and F. Marzari. Italian Foreign Policy, 1870–1940 (2001)
- The Ottoman Empire and its successors, 1801-1922. Being a rev. And enl. Ed. of the Ottoman Empire, 1801-1913 (2nd изд.). 1923. ( 1927) . strong on foreign policy
- Bourne, Kenneth. The foreign policy of Victorian England, 1830–1902. (Oxford UP, 1970.) pp. 195–504 are 147 selected documents
- Cooke,  W. Henry, and Edith P. Stickney,, ур. (1931). Readings in European international relations since 1879.
- Recent revelations of European diplomacy. 1928. Проверите вредност парамет(а)ра за датум: |year= / |date= mismatch (помоћ). 475 pp detailed summaries of memoirs from all the major belligerents.
- Joll, James,, ур. (1967). Britain and Europe 1793–1940.. 390 pp of documents
- Jones, Edgar Rees,, ур. (1914). Selected Speeches on British Foreign Policy 1738-1914. Amazon.
- Kertesz, G.A. ed Documents in the Political History of the European Continent 1815–1939 (1968), pp. 1–385; 200 short documents
- Lowe, C.J. (1967). The reluctant imperialists: vol 2: The Documents. (1967), 140 documents 1878–1902. (American edition 1969 vol 1 and 2 bound together).
- Lowe, C.J. and M.L. Dockrill, eds. The Mirage of Power: Volume 3: The Documents British Foreign Policy, 1902–22. (1972), 191 documents.
- Temperley, Harold and L.M. Penson,, ур. (1938). Foundations of British Foreign Policy: From Pitt (1792) to Salisbury (1902).
- Walker, Mack. ed. Metternich's Europe, 1813–48 (1968) 352 pp of primary sources in English translation excerpt

## Spoljašnje veze
- „British Empire”. Архивирано из оригинала 05. 06. 2003. г.
- -{„The 19th Century: The New Imperialism”. Архивирано из оригинала 2008-09-08. г.в